# Ärkebiskopens palats, Zagreb
Ärkebiskopens palats (kroatiska: Nadbiskupski dvor) är ett palats i Zagreb i Kroatien. Det kulturminnesskyddade palatset är beläget strax intill Zagrebs katedral i Kaptol och är det officiella sätet för ärkebiskopen av Zagrebs ärkestift och ledaren för den romersk-katolska kyrkan i Kroatien. Det uppfördes ursprungligen år 1729 men har sedan dess tillbyggts och anpassats flera gånger. Dess nuvarande utseende härrör från restaureringen som leddes av Hermann Bollé och tillkom efter jordbävningen år 1880. I det L-formade byggnadskomplexet ingår tre av de försvarstorn som tidigare ingick i den medeltida försvarsmuren kring katedralen. I palatsets västligaste torn ligger Saligförklarade Alojzije Stepinacs museum (Muzej Blaženog Alojzija Stepinca) som är öppet för allmänheten. Ärkebiskopens palats är en av Zagrebs landmärken och turistattraktioner.   

## Historik
Palatset uppfördes år 1729. År 1833 restaurerades byggnaden enligt ritningar av den lokale arkitekten Antuna Stiedl. I jordbävningen år 1880 skadades byggnaden svårt och arkitekten Hermann Bollé fick i uppdrag att leda restaureringsarbetena som fortgick åren 1881–1886.   

## Saligförklarade Alojzije Stepinacs museum
Museet öppnade år 1995 och är tillägnat den saligförklarade kardinalen och Zagrebs tidigare ärkebiskop Alojzije Stepinac. Det är inhyst i tornet Nebojan som ligger närmast katedralens huvudingång. I museet visas bland annat material och föremål relaterade till hans arbete och verk. I museet finns bland annat flera dokument och fotografier som på olika sätt beskriver hans liv från födelse till död.

### Fotnoter
1. 1 2 3 4 5 6  Zagrebs stadsinstitut för skydd av kulturminnen och natur (kroatiska)
2. 1 2 3  Zagrebs turistbyrå (kroatiska)